# Кутузов, Михаил Павлович
Михаил Павлович Кутузов (18 ноября 1899, дер. Поломеницы, Старицкий уезд, Тверская губерния — 5 октября 1984, Москва) — советский военный деятель, генерал-майор (1940 год).

## Начальная биография
Родился 18 ноября 1899 года в деревне Поломеницы ныне Торжокского района Тверской области, из крестьян, русский.

## Военная служба

### Гражданская война
В мае 1920 года был призван в ряды РККА, после чего был направлен на учёбу на Тверские кавалерийские курсы и с августа того же года принимал участие в боевых действиях в составе 2-го сводного кавалерийского полка курсантов (2-я курсантская кавалерийская бригада) на Южном фронте и на Кавказе. Воевал против войск П. Н. Врангеля, подавлял восстания в Дагестане (1921), в Грузии (1922). Член РКП(б) с 1920 года.

### Межвоенное время
В мае 1921 года был направлен на учёбу сначала на 2-е Армавирские кавалерийские, а в мае 1922 года — на 2-е Кавказские командные курсы, после окончания которых с октября того же года служил в составе 31-го кавалерийского полка на должностях командира кавалерийского взвода, пулемётного эскадрона, помощника начальника штаба полка, начальника полковой школы и вновь помощника начальника штаба полка.
После окончания Белорусской объединённой военной школы с ноября 1928 года состоял для поручений 1-го разряда РВС Белорусского военного округа, а с апреля 1929 года служил в 34-м кавалерийском полку (6-я кавалерийская дивизия, Белорусский военный округ) на должностях начальника штаба и временно исполняющего должность командира полка.
В ноябре 1930 года был направлен на учёбу на кавалерийские курсы усовершенствования командного состава, дислоцированные в Новочеркасске, которые закончил в мае 1931 года и в октябре того же года был назначен на должность преподавателя тактики в Тверской кавалерийской школе, а в июне 1932 года — на должность преподавателя тактики в Объединенной Тамбовской кавалерийской школе.
В 1933 году закончил Военную академию имени М. В. Фрунзе.
В январе 1934 года был назначен на должность курсового командира, затем — на должность преподавателя тактики конницы разведывательных курсов усовершенствования командного состава при Разведывательном управлении РККА, в январе 1937 года — на должность командира 49-го кавалерийского полка (Киевский военный округ), в октябре того же года — на должность начальника Тамбовского кавалерийского училища, а в ноябре 1939 года — на должность военного атташе при полпредстве СССР в Турции. С 1940 года – генерал-майор.

### Великая Отечественная война
С началом войны находился на прежней должности, с августа 1941 года состоял в распоряжении Главного управления кадров НКО СССР, в январе 1942 года был назначен на должность заместителя командира 3-го гвардейского кавалерийского корпуса. В мае того же года был направлен на ускоренные курсы при Высшей военной академии имени К. Е. Ворошилова, после окончании которых в октябре того же года был назначен на должность командира 2-го гвардейского стрелкового корпуса, который принимал участие в ходе Великолукской наступательной операции.
В августе 1943 года был назначен на должность заместителя командующего 4-й ударной армией, после чего участвовал в ходе Невельской наступательной операции. С декабря того же года состоял в распоряжении Главного разведывательного управления, после чего в сентябре 1944 года был назначен на должность начальника отдела внешних сношений — заместителя начальника Управления специальных заданий Генерального штаба Красной Армии.

### Послевоенная карьера
В мае 1946 года был назначен на должность заместителя начальника Управления по внешним сношениям — начальника отдела внешних сношений Генерального штаба ВС СССР, но с апреля 1947 года состоял в распоряжении Главного управления кадров ВС СССР, после чего в мае того же года был назначен на должность начальника особого факультета Высшей военной академии имени К. Е. Ворошилова.
C ноября 1959 года находился в распоряжении Министерства обороны СССР и в январе 1960 года вышел в отставку. Умер 5 октября 1984 года в Москве.

## Награды
- Орден Ленина;
- Четыре ордена Красного Знамени;
- Орден Богдана Хмельницкого 2 степени;
- Медали;
- Орден Красного Знамени (Монгольская Народная Республика);
- Орден Белого льва II степени (20 июня 1945, ЧССР)[1].